# Flugzeugbau Friedrichshafen
La Flugzeugbau Friedrichshafen GmbH était un constructeur aéronautique allemand. Elle a été fondée en 1912 à Friedrichshafen, dans le Wurtemberg en Allemagne, par Theodor Kober, qui avait précédemment travaillé pour la société Zeppelin. La ville, située près du lac de Constance, était déjà célèbre dans le milieu de l’aviation en tant que lieu de construction des dirigeables Zeppelin. Au cours de la Première Guerre mondiale, la société construisit principalement des hydravions pour la Marineflieger et une série de bombardiers pour la Luftstreitkräfte sous la direction de Karl Gehlen.
Après l’armistice de 1918, la société reprit le vieux hangar Zeppelin à Manzell (de). Ils développèrent également la production à Weingarten et à Warnemünde. Lorsque la société fit faillite en 1923, Dornier reprit les installations de production.

## Modèles

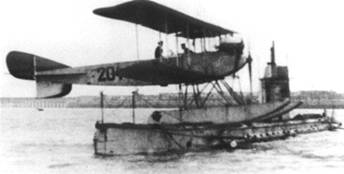
Friedrichshafen FF.29

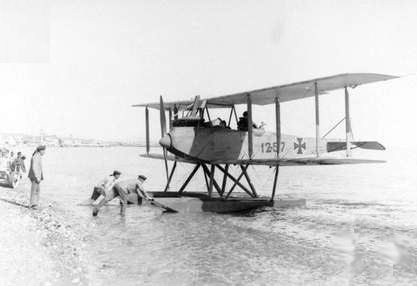
Friedrichshafen FF.33

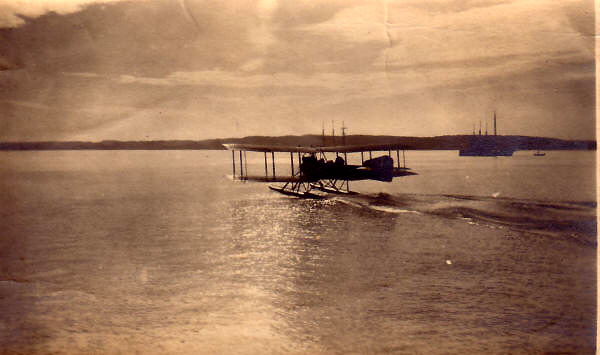
Friedrichshafen FF.49

- FF.1 (en)
- FF.2 (en)
- FF.4 (en)
- FF.7
- FF.8 (en)
- FF.9
- FF.11 (en)
- FF.15
- FF.17 (en)
- FF.19 (en)
- FF.21 (en)
- FF.27 (en)
- FF.29
- FF.31 (en)
- FF.33 (en)
- FF.34 (en)
- FF.35 (en)
- FF.36 (en) (ou G.I)
- FF.37 (en)
- FF.38 (ou G.II)
- FF.39 (en)
- FF.40 (en)
- FF.41 (en)
- FF.43 (en)
- FF.44 (en)
- FF.45 (ou G.III)
- FF.46 (ou D.I)
- FF.48 (en)
- FF.49 (en)
- FF.53 (en)
- FF.54 (en)
- FF.55 (en) (ou G.IV)
- FF.59 (en)
- FF.60 (en)
- FF.61 (en) (ou G.IV)
- FF.62 (en) (ou G.IV)
- FF.63 (en)
- FF.64 (en)
- FF.66
- FF.67 (en)
- FF.71 (en)
- N.I (en)